# Schottische Fußballnationalmannschaft (U-21-Männer)

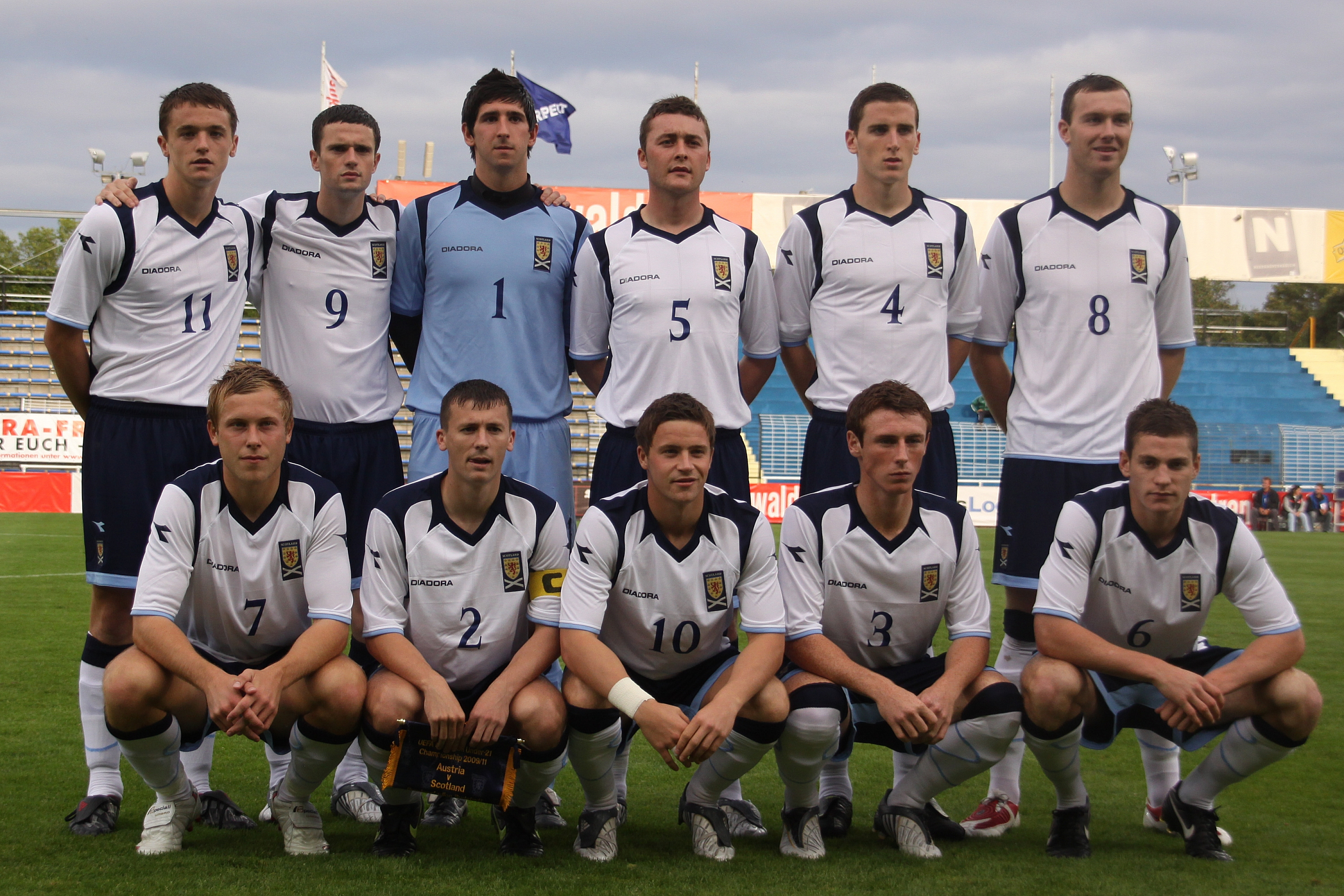
Die schottische U-21-Fußballnationalmannschaft am 5. September 2009

Die schottische U-21-Fußballnationalmannschaft ist eine Auswahlmannschaft schottischer Fußballspieler. Sie unterliegt dem SFA (schottischer Fußballverband) und repräsentiert ihn auf U-21-Ebene, in Freundschaftsspielen gegen die Auswahlmannschaften anderer nationaler Verbände, aber auch bei der Europameisterschaft des europäischen Kontinentalverbandes UEFA oder der Fußball-Weltmeisterschaft der FIFA. Spielberechtigt sind Spieler, die beim ersten Qualifikationsspiel zu einem Turnier ihr 21. Lebensjahr noch nicht vollendet haben.

## Trainer
Zwischen 2002 und 2005 war der Deutsche Rainer Bonhof Trainer der schottischen U-21-Auswahl. Sein Nachfolger war Archie Knox, der zwischen 2006 und 2007 Trainer war. Er legte den Job am 30. August 2007 nieder, um sich ganz seiner Arbeit als Trainingskoordinator bei den Bolton Wanderers zu widmen. Maurice Malpas sprang als Interimscoach ein. Im Januar 2008 wurde Billy Stark neuer Cheftrainer, der seinen Posten beim schottischen Drittligisten FC Queen’s Park verließ.
| Zeit      | Trainer                          |
| --------- | -------------------------------- |
| 1975–1982 | Andy Roxburgh                    |
| 1982–1986 | Walter Smith                     |
| 1986–1993 | Craig Brown                      |
| 1993–1998 | Tommy Craig                      |
| 1998–2002 | Alex Smith                       |
| 2002–2005 | Rainer Bonhof                    |
| 2005–2006 | Maurice Malpas (Interimstrainer) |
| 2006–2007 | Archie Knox                      |
| 2007–2008 | Maurice Malpas (Interimstrainer) |
| 2008–2014 | Billy Stark                      |
| 2014–2015 | Ricky Sbragia (Interimstrainer)  |
| 2015      | Danny Lennon (Interimstrainer)   |
| 2015–2016 | Ricky Sbragia                    |
| seit 2016 | Scot Gemmill                     |

## U-21-Europameisterschaften
Die erste U-21-Europameisterschaft, die jemals ausgetragen wurde, war die im Jahr 1978. Das Limit wurde von 23 Jahren auf 21 herabgesenkt. Schottland konnte sich allerdings nicht qualifizieren. 1980 erfolgte dann die erste Teilnahme der schottischen U-21 bei einer Europameisterschaft. Im Viertelfinale, das gleichzeitig Runde 1 ist, verlor man gegen die englische Auswahl mit 1:2 (0:0, 1:2). 1982 war man Italien 0:1 unterlegen und 1984 gewann Schottland das Hinspiel in Runde 1 gegen Jugoslawien zwar mit 2:1, verlor dann aber im Rückspiel mit 1:3 nach Verlängerung. 1988 scheiterte man wiederum an England (0:1, 0:1). Bei der Europameisterschaft 1992 schaltete die U-21-Auswahl im Viertelfinale Deutschland aus (1:1, 4:3), scheiterte dann aber im Halbfinale an Schweden mit 0:1. Die letzte Teilnahme einer schottischen U-21-Nationalmannschaft war 1996 in Spanien. Im Viertelfinale wurde Ungarn mit 4:1 bezwungen, das Halbfinale verlor man dann mit 1:2 gegen Spanien und im Spiel um Platz 3 wurde man mit 0:1 von Italien besiegt. Seither konnte sich die schottische U-21-Auswahl nicht mehr für eine Europameisterschaft qualifizieren. Derzeit befindet sich Schottland in der Qualifikation für die Europameisterschaft 2009 in Schweden. Schottland ist in neben Finnland, Dänemark, Slowenien und Litauen in Gruppe 6, die jeweiligen Sieger der insgesamt zehn Gruppen, sowie die vier besten Zweitplatzierten absolvieren Play-off-Spiele um den Einzug in die Hauptrunde im Jahr 2009. Durch eine 1:0-Niederlage am letzten Spieltag der Qualifikation wurde Schottland auf den 3. Platz in der Gruppe 6 zurückgeworfen und konnte sich damit nicht für die Europameisterschaft in Schweden qualifizieren.
- 1978: nicht qualifiziert
- 1980: Viertelfinale
- 1982: Viertelfinale
- 1984: Viertelfinale
- 1986: nicht qualifiziert
- 1988: Viertelfinale
- 1990: nicht qualifiziert
- 1992: Halbfinale
- 1994: nicht qualifiziert
- 1996: 4. Platz
- 1998: nicht qualifiziert
- 2000: nicht qualifiziert
- 2002: nicht qualifiziert
- 2004: nicht qualifiziert
- 2006: nicht qualifiziert
- 2007: nicht qualifiziert
- 2009: nicht qualifiziert
- 2011: nicht qualifiziert
- 2013: nicht qualifiziert
- 2015: nicht qualifiziert
- 2017: nicht qualifiziert
- 2019: nicht qualifiziert
- 2021: nicht qualifiziert
- 2023: nicht qualifiziert
- 2025: nicht qualifiziert

Bemerkung: Zwischen 1978 und 1992 wurde die Endrunde einer U-21-Europameisterschaft nicht in einem Land ausgetragen, sondern durch Hin- und Rückspiele in den jeweiligen teilnehmenden Nationen absolviert.